# Дюмфрис, Дензел
Де́нзел Ю́стус Мо́ррис Дю́мфрис (нидерл. Denzel Justus Morris Dumfries; род. 18 апреля 1996, Роттердам, Южная Голландия) — нидерландский и арубанский футболист. Выступает на позиции правого защитника. Игрок клуба «Интернационале» и национальной сборной Нидерландов, бывший игрок национальной сборной Арубы. Участник чемпионата Европы 2020 и чемпионата мира 2022. Бронзовый призёр чемпионата Европы 2024.
Начал свою карьеру в 2014 году в роттердамской «Спарте», а в 2016 году помог ей выйти в Эредивизи, став лучшим талантом года в первом дивизионе. В 2017 году перешёл в «Херенвен», а в следующем году перебрался в ПСВ, став в итоге капитаном клуба. В 2021 году перешёл в миланский «Интер», выиграв титул чемпиона в своём третьем сезоне.
Родился в Нидерландах в семье отца-арубийца и в 2014 году представлял национальную сборную Арубы, а затем перешёл в сборную Нидерландов. В 2018 году дебютировал за сборную и представлял Нидерланды на Евро-2020, чемпионате мира 2022 года и Евро-2024.

## Ранние годы
Дензел Дамфрис родился 18 апреля 1996 года в Роттердаме, Южная Голландия, в семье матери-суринамки и отца-аруба суринамского происхождения. Родители назвали его в честь американского актера Дензела Вашингтона.
В детстве Дамфрис говорил, что твёрдо решил стать профессиональным футболистом, за что подвергался насмешкам и издевательствам со стороны сверстников из-за отсутствия технических навыков. Но Дензел доказал, что сомневающиеся ошибались, заявив в интервью Voetbal International: «Я всегда знал, что стану профессиональным футболистом, и говорил всем: Я уверен, что попаду в сборную Нидерландов. Я знал, что все они думают, что это бессмысленно. Но я всегда заявлял об этом. Люди, которые не видели во мне этого, были ограничены в своём видении. В то время они смотрели только на меня, но им следовало смотреть дальше. Как он может развиваться? Я думаю, что каждый должен смотреть на себя именно так, а не ограничивать себя кем-то маленьким. Нужно смотреть вверх, а не вниз. Чего я могу достичь, каков мой потенциал и как я собираюсь его реализовать? Я точно знал, что мне нужно сделать, чтобы предпринять определенные шаги».

## Клубная карьера

### «Спарта» (Роттердам)
Начал свою футбольную карьеру в «Спартан ’20» и провёл там два года, прежде чем был отпущен клубом за то, что «не считался достаточно хорошим мальчиком» и не нравился партнёрам по команде и даже тренерам. Вскоре после этого Дензел Дюмфрис перешёл в «Смитсхук», вынужденный «подписываться под себя», и рассказал о своём пребывании в клубе, сказав: «В юности я уже мог ходить в «Спартан ’20», но это было сложно. Родители всегда привозили меня, мне приходилось ждать, пока я смогу ездить на собственном велосипеде. К этому нужно было привыкнуть. Смитсхук был деревней, а это было в городе. Нужно было бороться за своё место, может быть, я был слишком робким среди всех этих городских мальчишек. Сейчас в это трудно поверить, но я был немного застенчив и сдержан. Они все были мужчинами, крутыми парнями». Когда Дюмфрис начинал заниматься футболом, он играл на позиции нападающего, а затем переквалифицировался в защитника. Затем Дензел записался в любительский клуб «Барендрехт» и провёл в нём год. В какой-то момент за игроком наблюдал «Фейеноорд», но они отказали ему, заявив, что «он недостаточно хорош».
В 2014 году Дюмфрис перешёл из «Барендрехта» в роттердамскую «Спарту». Продвинувшись в молодёжной системе клуба в течение нескольких месяцев, он подписал свой первый профессиональный контракт со «Спартой» на многолетний срок, по которому он останется в клубе до 2017 года. Дюмфрис дебютировал на профессиональном уровне 20 февраля 2015 года в матче против «Эммена», выйдя на замену во втором тайме, проиграв 2:1. Впоследствии он ещё дважды выходил на поле в сезоне 2014/15, оба раза выходя на замену.
В начале сезона 2015/16 Дензел Дюмфрис выходил на замену, а затем закрепился в основном составе, играя на позиции правого защитника, и помог «Спарте» стать претендентом на выход в Эредивизи. 7 ноября 2015 года Дюмфрис подписал контракт с клубом, по которому он останется в клубе до 2019 года. 18 января 2016 года забил свой первый гол в профессиональной карьере, выиграв со счетом 5:2 у «Валвейка». Дензел выходил в старте в каждом матче, играя на позиции правого защитника, чтобы помочь клубу сохранить повышение в Эредивизи, пока не был удалён на один матч за получение пяти жёлтых карточек в этом сезоне. 14 марта 2016 года отбыв одноматчевую дисквалификацию, Дюмфрис вернулся в стартовый состав команды в матче против «Алмере Сити», когда «Спарта» проиграла 1:0. 11 апреля 2016 года он помог клубу победить «Йонг Аякс» со счётом 3:1 и подтвердить своё повышение в Эредивизи в следующем сезоне. На протяжении всего сезона 2015/16 годов Дюмфрис не раз назывался голландскими СМИ лучшим игроком чемпионата. За свою игру он получил награду «Талант года» и «Бронзовый бык». По итогам сезона 2015/16 Дензел провёл 33 матча и забил один раз во всех турнирах.
В начале сезона 2016/17 Дюмфрис сказал о новом сезоне следующее: «Эредивизи пришла ко мне в самое подходящее время. Я хочу продолжать развиваться, поэтому хорошо, что теперь мне противостоят более умные и опытные соперники. Они заставляют меня быть умнее в выборе моментов, которые я могу придумать, но, думаю, я довольно быстро это понял». Он продолжил закрепляться в основном составе, играя на позиции правого защитника. Однако 2 октября 2016 года Дюмфрис получил красную карточку за второе нарушение правил в матче с АЗ (1:1). 22 октября 2016 года отбыв одноматчевую дисквалификацию, он вернулся в стартовый состав в матче против ПСВ (1:0). 19 ноября 2016 года Дензел забил свой первый гол в Эредивизи в матче против «Эксельсиора» (3:2). 4 декабря 2016 года отбыв одноматчевую дисквалификацию в следующем матче, он вернулся в стартовый состав в матче против «Фейеноорда» (1:6). Однако Дамфрис стал конкурировать с новым игроком Янне Сакселой за позицию правого защитника. В результате он был переведён на замену в пользу Сакселы в двух отдельных матчах. Несмотря на это, Дюмфрис продолжил возвращать себе место в основном составе, играя на позиции правого защитника до конца сезона 2016/17. Позже он помог «Спарте» избежать вылета после того, как клуб выиграл два последних матча сезона у «Твенте» и «Гоу Эхед Иглз». Через месяц после ухода из «Спарты» Дензелу устроили прощальные проводы перед матчем клуба против «ПЕК Зволле» вместе с уходящими товарищами по команде Мартом Дейкстра, Риком Кеттингом и Давидом Мендесем да Силвой.

### «Херенвен»
В октябре 2016 года Дензел Дюмфрис заявил, что хочет покинуть «Спарту» в надежде играть на более высоком уровне. Летом 2017 года Дюмфрис перешёл в «Херенвен» вместо уехавшего в Бельгию Стефано Марцо и подписал с клубом четырёхлетний контракт.
Он дебютировал за «Херенвен», начав матч в первом игре сезона против «Гронингена» и забив два гола в ничьей 3:3. Дюмфрис забил три гола, дважды в матчах против «АДО Ден Хааг» и один раз против ПСВ 26 августа 2017 года и 10 сентября 2017 года соответственно. Оба матча привели к тому, что голландские СМИ Algemeen Dagblad назвали его командой недели. Он также был признан талантом месяца в Эредивизи за август. Во время матча против ПСВ Дюмфрис стал объектом внимания после того, как Юрген Локадия якобы плюнул в него, что было заснято на камеру, что привело к расследованию со стороны комитета KNVB. В конце концов, Локадия был оправдан комитетом после того, как игрок выступил с заявлением. После дебюта за клуб он быстро закрепился в основном составе, играя на позиции правого защитника. Его выступления впечатлили голландские СМИ, и Дюмфрис был назван командой недели по версии Algemeen Dagblad по крайней мере четыре раза в сезоне 2017/18. 9 декабря 2017 года он забил свой первый гол за «Херенвен», забив головой первый мяч в матче с ВВВ-Венло, который завершился вничью 2:2. 23 декабря 2017 года в матче чемпионата против АЗ Дензел забил автогол, сравняв счёт, который клуб в итоге проиграл 1:3. 26 января 2018 года он смог исправиться, забив свой второй гол за «Херенвен», в победе над своим бывшим клубом «Спартой» (2:1). 6 февраля 2018 года Дюмфрис забил свой третий гол за клуб и отдал голевую передачу в матче против «ПЕК Зволле» (3:2). 3 марта 2018 года отбыв одноматчевую дисквалификацию за получение пяти жёлтых карточек в этом сезоне, он вернулся в стартовый состав против «Виллема II» и организовал гол, победив со счетом 2:0. В первом матче плей-офф за место в Лиге Европы против «Утрехта» Дензел забил свой четвёртый гол в сезоне, победив со счётом 4:3. Однако в ответном матче «Утрехт» сумел переломить ситуацию, выиграв 2:1, в результате чего команда соперника прошла дальше благодаря правилу выездного гола. В конце сезона 2017/18 он сыграл 37 матчей и забил четыре гола во всех турнирах.

### ПСВ
19 июня 2018 года Дензел Дюмфрис подписал с ПСВ пятилетний контракт на четыре года, по которому он останется в команде до 2023 года. Сумма трансфера, по сообщениям, составила 5,5 млн евро. Это произошло после того, как он заменил ушедших защитников Джошуа Бренета и Сантьяго Ариаса.

#### Сезон 2018/19
Дюмфрис дебютировал в составе ПСВ, сыграв на позиции правого защитника в матче против «Фейеноорда» в рамках Суперкубка Нидерландов 2018 года и отыграв все 120 минут, в результате чего ПСВ проиграл 6:5 по пенальти. В дебютном матче в чемпионата он забил головой, когда клуб выиграл 4:0 у «Утрехт» в дебютном матче сезона. После матча Дензел Дюмфрис попал в команду недели по версии De Telegraaf и Algemeen Dagblad. Благодаря ему ПСВ удачно начал сезон, включая квалификацию в групповой этап Лиги чемпионов после победы над БАТЭ со счётом 6:3 по сумме двух матчей, и вывел клуб на победную серию, в результате чего к концу месяца он оказался в верхней части турнирной таблицы. 18 сентября 2018 года Дюмфрис дебютировал в Лиге чемпионов в матче против «Барселоны» и провёл всю игру на позиции правого защитника, когда ПСВ проиграл со счётом 4:0. С 15 сентября 2018 года по 20 октября 2018 года он помог ПСВ сохранить пять «чистых» побед в пяти матчах чемпионата, включая победу над «Аяксом» (3:0). 27 октября 2018 года забил свой второй гол за клуб в матче против «Гронингена», который оказался победным, в победе со счётом 2:1. С начала сезона 2018/19 он сразу же закрепился в основном составе, играя на позиции правого защитника. 15 декабря 2018 года забил свой третий гол за ПСВ, отличившись ударом головой в матче с «Хераклесом» (4:0). Затем он помог клубу сохранить три «чистых» победы в трёх матчах в период с 3 марта по 17 марта 2019 года в попытке сохранить статус претендента на титул. Дензел забил два гола в двух матчах с 7 апреля по 14 апреля 2019 года против «Витесса» и «Де Графсхапа». После этого он забил свой четвёртый гол в сезоне в матче против «АДО Ден Хааг» (3:1). Однако он не смог помочь ПСВ защитить титул чемпиона, уступив его «Аяксу». Сыграв в каждом матче чемпионата в течение своего первого сезона в клубе, Дензел провёл 43 матча и забил четыре гола во всех турнирах. За свою игру он попал в команду года Эредивизи сезона 2018/19.

#### Сезон 2019/20
В начале сезона 2019/20 Дюмфрис вышел на позицию правого защитника в матче против «Аякса», который ПСВ проиграл со счётом 2:0. В дебютном матче сезона он забил свой первый гол, отличившись ударом головой в матче против «Твенте» (1:1). В матчах квалификации Лиги Европы Дензел четыре раза выходил на поле и помог ПСВ выйти в групповой этап, обыграв «Хёугесунн» и «Аполлон» (Лимассол) (в первом матче он также записал на свой счёт гол). 25 сентября 2019 года забил свой третий гол в сезоне, выиграв со счётом 3:1 у «Гронингена». 6 октября 2019 года в матче против ВВВ-Венло, Дюмфрис отдал голевую передачу товарищу по команде Стивену Бергвейну, который в ответ отдал голевую передачу ему, и клуб выиграл со счётом 4:1. После отсутствия Ибрагима Афеллая и Пабло Росарио было объявлено, что Дензел Дюмфрис будет назначен новым капитаном ПСВ. Он намекнул, что примет капитанство в клубе в начале сезона. 24 ноября 2019 года Дюмфрис стал капитаном в своём первом матче за ПСВ против своего бывшего клуба «Херенвен» и помог клубу выиграть 2:1. Однако он был удалён на один матч за пять жёлтых карточек, из-за чего пропустил матч против ПЕК Зволле, и с начала сезона 2019/20 до дисквалификации постоянно играл на позиции правого защитника. Попутно Дензел подвергся критике за свою игру, как на внутреннем, так и на международном уровне в первой половине сезона 2019/20, и пообещал исправиться во второй половине сезона. 19 января 2020 года отбыв одноматчевую дисквалификацию, Дюмфрис забил в ответном матче, сравняв счёт на поздней минуте, в ничьей с ВВВ-Венло (1:1). После этого он снова забил в матче с «Твенте» (1:1). 8 февраля 2020 года он забил свой седьмой гол в сезоне, победив «Виллем II» со счётом 3:0. Восьмой гол в сезоне Дензел забил 8 марта 2020 года в матче против «Гронингена» (1:0), который оказался последним в сезоне, а команда занимала четвёртое место, когда сезон был прерван из-за пандемии COVID-19. К моменту прерывания сезона он сыграл 40 матчей и забил восемь голов во всех турнирах.

#### Сезон 2020/21
В преддверии сезона 2020/21 Дюмфриса связывали с переходом в клубы Серии А, такие как «Ювентус» и «Милан». Несмотря на все возможные варианты, он остался в ПСВ, что заставило клуб начать переговоры с игроком о новом контракте. В начале сезона 2020/21 Дензел продолжил играть роль капитана в нидерландском клубе после того, как Рогер Шмидт выбрал его вместо Пабло Росарио. Он помог клубу хорошо начать сезон, заняв первое место в первых пяти матчах сезона и выйдя в групповой этап Лиги Европы. 8 ноября 2020 года восстановившись после COVID-19, Дюмфрис вышел в стартовом составе против «Виллема II» и забил два гола, победив со счётом 3:0. После этого он продолжил возвращать себе место в основном составе, играя на позиции правого защитника, а также сохранил капитанство в ПСВ. 10 декабря 2020 года Дензел забил свой первый гол в сезоне, выиграв со счётом 4:0 у «Омонии» в Лиге Европы. 16 декабря 2020 года он провёл свой 100-й матч за клуб, выиграв со счётом 2:1 у «Де Графсхапа» во втором раунде Кубка Нидерландов. 19 декабря 2020 года забил свой третий гол в сезоне, в победе над Валвейк со счётом 4:1. В конце декабря он сказал, что его цель как капитана — помочь ПСВ выиграть чемпионат. 19 января 2021 года забил свой третий гол в сезоне, в победе над «Волендам» со счётом 2:0 в 1/16 финала Кубка Нидерландов. Проведя большую часть сезона на позиции правого защитника, 21 февраля 2021 года он сыграл на позиции правого полузащитника в матче с «Витессом» из-за ротации, проведённой Шмидтом, и клуб выиграл со счётом 3:1. 4 апреля 2021 года забил свой четвёртый гол в сезоне, выиграв со счётом 3:0 у «Хераклеса». После этого он помог ПСВ сохранить два «сухих матча» в следующих двух матчах, сделав это три раза подряд. 2 мая 2021 года его удаление в матче против «Херенвена» (2:2) привело к ничьей, в результате чего «Аякс» потерял шансы на чемпионский титул. Несмотря на то, что в течение сезона 2020/21 он трижды получал небольшие травмы, он сыграл 41 матч и забил четыре гола во всех турнирах.
На протяжении всего сезона 2020/21 переговоры о контракте были предметом обсуждения, останется ли Дюмфрис в ПСВ. К февралю соглашение между двумя сторонами так и не было достигнуто. В апреле 2021 года ожидалось, что игрок покинет клуб в летнее трансферное окно. Во время Евро-2020, впечатляя своими выступлениями, интерес к подписанию игрока со стороны клубов по всей Европе возрос: им заинтересовались «Эвертон», «Бавария» и миланский «Интер».

### «Интернационале»
14 августа 2021 года Дензел Дюмфрис перешёл в миланский «Интер» за 12,5 млн евро, ещё 2,5 млн евро в качестве бонуса получит ПСВ. Голландские СМИ сообщали, что его бывшие клубы также получат компенсацию в рамках трансфера. После перехода в клуб ему была выдана футболка с номером 2. Дюмфрис дебютировал за миланский клуб, выйдя на замену во втором тайме матча против «Дженоа» в день открытия сезона 2021/22 Серии А, который был выигран со счётом 4:0.

## Карьера в сборной

### Сборная Арубы
Дензел Дюмфрис имел право представлять Арубу через своего отца, Суринам — через мать, а место своего рождения ― Нидерланды. Ещё будучи в «Барендрехте», Дюмфрис получил вызов в сборную Арубы. Он дебютировал в марте 2014 года в товарищеском матче против сборной Гуамы, начав матч и сыграв вничью 2:2. Через несколько дней Дензел забил гол в ворота той же команды во второй встрече.
Тем не менее, Дюмфрис сохранил желание представлять Нидерланды, поскольку считал, что игра за «оранжевых» — это его международное будущее. Во время его успеха на Евро-2020 тогдашний главный тренер Арубы Джованни Франкен рассказал в интервью, как люди на Арубе критиковали решение игрока отказаться от сборной, назвав его в то время «предателем».

### Сборная Нидерландов

#### Молодёжные сборные
В марте 2016 года Дюмфрис был впервые вызван в сборную Нидерландов до 20 лет. Он дебютировал за сборную 24 марта 2016 года в матче против сборной Португалии до 20 лет и отыграл весь матч, сыграв вничью 1:1. Впоследствии Дюмфрис сыграл ещё 3 матча до конца года.
В ноябре 2016 года Дюмфрис был впервые вызван в молодёжную сборную Нидерландов. 15 ноября 2016 года он дебютировал за сборную, выйдя на замену на 57-й минуте, в матче против молодёжной сборной Португалии, сыграв вничью 1:1. Дюмфрис стал основным правым защитником сборной Нидерландов, сыграв пять раз в 2017 году, в основном в квалификации молодёжного чемпионата Европы. Однако он продолжал выходить в стартовом составе команды с марта по сентябрь. В дальнейшем Дензел сыграл 11 матчей в составе молодёжной сборной Нидерландов.

#### Основная сборная
Рональд Куман впервые включил Дензела Дюмфриса в состав сборной Нидерландов в октябре 2018 года. Свой первый международный матч он провёл 13 октября 2018 года против сборной Германии, в котором сборная Нидерландов победила со счетом 3:0. После матча Дюмфрис размышлял о своём дебюте, сказав: «По дороге на игру у меня был момент: это действительно то, чего я хотел и во что никто не верил. В этот момент ты по-настоящему гордишься собой. Фантастический момент для меня, я много работал для этого». Несмотря на то, что он сыграл в матче против сборной Франции (2:0), Нидерланды квалифицировались в Лигу А Лиги Наций УЕФА, где они попадут в финальную четвёрку после ничьей с Германией в последний игровой день, обойдя Францию по очкам. 21 марта 2019 года Дюмфрис вышел на поле в матче европейского отборочного турнира против сборной Беларуси (4:0) и сыграл 68 минут, после чего был заменён из-за травмы паха. Но он быстро восстановился и вышел на поле в матче против сборной Германии, который Нидерланды проиграли со счётом 3:2.
В мае 2019 года Дюмфрис был вызван в сборную Нидерландов для участия в первом финале Лиги наций УЕФА. 6 июня 2019 года он провёл весь матч против сборной Англии в полуфинале и помог голландцам победить со счётом 3:1 и выйти в финал. После матча его игру высоко оценил FC Update, сказав: «Без него Нидерланды, вероятно, проигрывали бы 0:2». Однако в финале против сборной Португалии, состоявшемся три дня спустя, Дюмфрис начал всю игру, а Нидерланды проиграли 0:1. После матча его выступление подверглось критике за плохую игру на протяжении всего матча, которую он знал, назвав её «неряшливой». В 2018—2019 годах Дюмфрис боролся за место в составе сборной Нидерландов, конкурируя на позиции правого защитника с Кенни Тете и Джоэлем Велтманом.
7 сентября 2020 года не играя за Нидерланды почти год, Дюмфрис впервые вышел на поле в матче против сборной Италии (0:1), выйдя на замену на 70-й минуте. 15 ноября 2020 года в матче Лиги наций УЕФА против сборной Боснии и Герцеговины (3:1) он отдал два голевых паса. В мае 2021 года Дюмфрис был включён в предварительный состав сборной Нидерландов из 34 человек на Евро-2020, который состоится 14 мая 2021 года, а состав из 26 человек будет объявлен 26 мая. Турнир, который пройдет летом 2021 года из-за переноса предыдущего года из-за коронавируса. 26 мая он был включён в окончательный состав из 26 человек. Голландский футбольный эксперт Джеймс Роу сказал BBC Sport, что до начала турнира предпочитаемая де Буром расстановка 5-3-2 подходит Дюмфрису, а маневренный винг-бэк временами выглядел скорее как правый нападающий. 13 июня 2021 года Дюмфрис забил свой первый гол за сборную Нидерландов, одержав победу со счётом 3:2 над сборной Украины на Евро-2020. После матча де Бур сказал о своей игре: «Такси может ехать быстро, но если оно не высаживает вас в пункте назначения, толку от него мало. Благодаря своей энергии Дюмфрис был великолепен в первом тайме, но концовка была драматичной. Он принимал непосредственное участие в первом и втором голах «оранжевых», хотя до этого не получал ассистентов, а во втором голе и вовсе оказался в раздражающем офсайде. Но гол устоял, а его удар головой (его первый международный гол!) все равно стал вечером Дюмфриса». После этого он забил гол в следующей игре против сборной Австрии, выигранной со счётом 2:0. Помогая Нидерландам выйти в плей-офф, Дюмфрис был назван лучшим одиннадцатью игроками группового этапа турнира. 27 июня голландцы были выбиты в 1/8 финала после поражения от сборной Чехии (0:2) на «Пушкаш Арене» в Будапеште.
В ноябре 2022 года он был включён в окончательный состав сборной на чемпионат мира 2022 года в Катаре. 3 декабря он забил гол и отдал две передачи в победе над сборной США со счётом 3:1 в матче 1/8 финала.
29 мая 2024 года Дюмфрис был включён в состав сборной Нидерландов на Евро-2024.

## Стиль игры
Бывший товарищ по команде Даниэль Эсаяс сказал о Дюмфрисе: «Каким бы скромным, почти застенчивым ни был Дензел вне поля, он был настолько убеждён в своих футбольных качествах. Он никогда не сомневался, что достигнет абсолютной вершины. Дензел обладал одним качеством, которого не хватало многим его сверстникам: непоколебимой преданностью делу. Но иногда он заходил слишком далеко. Он хотел отдать пас, а затем сам направить мяч в ворота. Я до сих пор вижу, как Дензел мчится по полю. Потом он отбирал мяч у своего вратаря. И вот он уже большими шагами идет по прямой линии на другую сторону, прямо к своим воротам. Дензел не был даже очень широким, скорее высоким. Но он был просто невыносим для соперников. Он проходил сквозь них, как слон. Бум-Бум-Бум!». Дюмфрис сказал о своей позиции: «И всё же я считаю, что ликвидация соперника — самая важная задача правого защитника. Ведь ты, в конце концов, находишься в обороне. Я могу сделать несколько метров, и мне нравится это делать. Это часть моей игры. С личным тренером Хансом Круном мы много занимаемся силовыми тренировками, чтобы становиться сильнее с каждым днём. Возможно, иногда мне приходится действовать умнее, но такие вещи приходят со временем. С каждой игрой я становлюсь лучше и набираюсь опыта. Этот опыт я могу использовать, например, для того, чтобы больше никогда не сталкиваться с позиционными проблемами»: «Раньше говорили, что у меня СДВГ, но мне нравится давать газ, я всегда хочу это делать. Я думал об этом и решил: это хорошие игры, в которые я играю. Я играл в них в прошлом году, а не в позапрошлом. Очень хорошие. Выступление на высшем уровне вызывает привыкание».
Тогдашний главный тренер Алекс Пастур сказал о Дюмфрисе следующее: «У него есть все условия для того, чтобы достичь абсолютной вершины. Просто посмотрите на его телосложение. Если ты можешь подниматься восемьдесят раз за тайм... Это те вещи, на которые в конечном итоге западают крупнейшие клубы мира». Его игра против «Аякса» 23 октября 2018 года заставила бывшего защитника Бена Вейнстекерса прокомментировать её: «Я думаю, он великолепен. Дюмфрис вёл борьбу, и это было типично для ПСВ. Он был невероятно агрессивен в поединках, вгрызался в соперника и постоянно поднимался. У него огромные кондиции, и он очень раздражал «Аякс». Такого игрока здорово иметь в своей команде. Иногда он слишком вспыльчив и из-за своего энтузиазма иногда допускает ненужные нарушения. Он должен быть немного умнее в этом плане. И в том, что касается стойкости, он также мог бы дозировать немного больше». Итальянская газета La Gazzetta dello Sport сравнила Дюмфриса с криптовалютой Биткойн, написав: «В начале никто не доверяет ей, но лучше инвестировать в неё», на что он ответил смехом на пресс-конференции. Журналист De Telegraaf Джон де Вольф высказался о Дюмфрисе, сказав: «Дензел Дюмфрис на этот раз сыграл менее заметно, не так убедительно, как обычно. Это возможно. Я работал с Дензелом в «Йонг Спарте» и позже в качестве ассистента испытал, как он пришёл в первую «Спарту». Это было четыре года назад, и когда видишь, чего он добился за это время, это очень впечатляет. Можно было тогда не предсказывать, что он добьётся такого. Но Дензел выделялся своей мощью головы, прыгучестью и скоростью. Я познакомился с ним как с очень увлечённым мальчиком, у которого было абсолютное стремление и страсть к самосовершенствованию. То, как он это делает, достойно восхищения».
И главный тренер сборной Нидерландов Куман, и тогдашний главный тренер ПСВ Марк ван Боммел высоко оценили прогресс Дюмфриса в сезоне 2018/19. Однако он подвергся критике за то, что часто отдает мяч назад вместо того, чтобы больше идти вперёд. Дюмфрис ответил на критику, сказав: «Тогда мне остается только не вмешиваться. Просто делать своё дело и не сходить с ума, чтобы доказать, что я лишний. Делать всё возможное, чтобы защитить этот гол. Приятно, что я получаю мяч с линии». Бывший главный тренер ПСВ Ад де Мос считал, что у Дюмфриса есть потенциал для попадания в состав сборной, хотя и полагал, что Дензелу нужно улучшить свои кроссы. Дюмфрис сказал в интервью на сайте клуба, что с тех пор он улучшил свои кроссы. Бывший игрок ПСВ Кеннет Перес назвал Дюмфриса «человеком, который выделяется в своей команде».

## Достижения

### Командные
«Спарта»
- Победитель Первого дивизиона Нидерландов: 2015/16

«Интернационале»
- Чемпион Италии: 2023/24
- Обладатель Кубка Италии (2): 2021/22, 2022/23
- Обладатель Суперкубка Италии (2): 2021, 2022

Сборная Нидерландов
- Финалист Лиги наций УЕФА: 2018/19

### Личные
- Член команды года чемпионата Нидерландов: 2018/19

## Статистика выступлений

### Клубная
| Выступление      | Выступление      | Выступление      | Лига | Лига | Кубки | Кубки | Еврокубки | Еврокубки | Прочие | Прочие | Итого | Итого |
| Клуб             | Лига             | Сезон            | Игры | Голы | Игры  | Голы  | Игры      | Голы      | Игры   | Голы   | Игры  | Голы  |
| ---------------- | ---------------- | ---------------- | ---- | ---- | ----- | ----- | --------- | --------- | ------ | ------ | ----- | ----- |
| Спарта           | Эрстедивизи      | 2014/15          | 3    | 0    | 0     | 0     | 0         | 0         | 0      | 0      | 3     | 0     |
| Спарта           | Эрстедивизи      | 2015/16          | 31   | 1    | 2     | 0     | 0         | 0         | 0      | 0      | 33    | 1     |
| Спарта           | Эредивизи        | 2016/17          | 31   | 1    | 5     | 0     | 0         | 0         | 0      | 0      | 36    | 1     |
| Спарта           | Итого            | Итого            | 65   | 2    | 7     | 0     | 0         | 0         | 0      | 0      | 72    | 2     |
| Херенвен         | Эредивизи        | 2017/18          | 33   | 3    | 2     | 0     | 0         | 0         | 2      | 1      | 37    | 4     |
| Херенвен         | Итого            | Итого            | 33   | 3    | 2     | 0     | 0         | 0         | 2      | 1      | 37    | 4     |
| ПСВ              | Эредивизи        | 2018/19          | 34   | 4    | 0     | 0     | 8         | 0         | 1      | 0      | 43    | 4     |
| ПСВ              | Эредивизи        | 2019/20          | 25   | 7    | 2     | 0     | 12        | 1         | 1      | 0      | 40    | 8     |
| ПСВ              | Эредивизи        | 2020/21          | 30   | 2    | 3     | 1     | 8         | 1         | 0      | 0      | 41    | 4     |
| ПСВ              | Итого            | Итого            | 89   | 13   | 5     | 1     | 28        | 2         | 2      | 0      | 124   | 16    |
| Интернационале   | Серия A          | 2021/22          | 33   | 5    | 4     | 0     | 7         | 0         | 1      | 0      | 45    | 5     |
| Интернационале   | Серия A          | 2022/23          | 34   | 1    | 5     | 0     | 12        | 1         | 0      | 0      | 51    | 2     |
| Интернационале   | Серия A          | 2023/24          | 31   | 4    | 0     | 0     | 5         | 0         | 0      | 0      | 36    | 4     |
| Интернационале   | Серия A          | 2024/25          | 26   | 6    | 2     | 0     | 11        | 2         | 2      | 2      | 41    | 10    |
| Интернационале   | Итого            | Итого            | 124  | 16   | 11    | 0     | 35        | 3         | 3      | 2      | 173   | 21    |
| Всего за карьеру | Всего за карьеру | Всего за карьеру | 311  | 34   | 25    | 1     | 63        | 5         | 7      | 3      | 406   | 43    |

### Сборная
| Сборная          | Сезон            | Товарищеские | Товарищеские | Официальные | Официальные | Итого | Итого |
| Сборная          | Сезон            | Игры         | Голы         | Игры        | Голы        | Игры  | Голы  |
| ---------------- | ---------------- | ------------ | ------------ | ----------- | ----------- | ----- | ----- |
| Аруба            |                  |              |              |             |             |       |       |
| 2014             | 2                | 1            | 0            | 0           | 2           | 1     |       |
| Итого            | 2                | 1            | 0            | 0           | 2           | 1     |       |
| Нидерланды       |                  |              |              |             |             |       |       |
| 2018             | 1                | 0            | 2            | 0           | 3           | 0     |       |
| 2019             | 0                | 0            | 6            | 0           | 6           | 0     |       |
| 2020             | 1                | 0            | 4            | 0           | 5           | 0     |       |
| 2021             | 2                | 0            | 14           | 3           | 16          | 3     |       |
| 2022             | 2                | 0            | 10           | 3           | 12          | 3     |       |
| 2023             | 0                | 0            | 7            | 0           | 7           | 0     |       |
| Итого            | 6                | 0            | 43           | 6           | 49          | 6     |       |
| Всего за карьеру | Всего за карьеру | 8            | 1            | 43          | 6           | 51    | 7     |

### Матчи за сборные
| № | Дата          | Оппонент | Счёт | Голы | Карточки | Минуты | Соревнование      |
| - | ------------- | -------- | ---- | ---- | -------- | ------ | ----------------- |
| 1 | 27 марта 2014 | Гуам     | 2:2  | —    | —        | 90'    | Товарищеский матч |
| 2 | 30 марта 2014 | Гуам     | 2:0  | 1    | —        | 89'    | Товарищеский матч |

Итого: 2 матча / 1 гол; 1 победа, 1 ничья, 0 поражений.
| №  | Дата             | Оппонент             | Счёт         | Голы | Карточки                | Минуты | Соревнование              |
| -- | ---------------- | -------------------- | ------------ | ---- | ----------------------- | ------ | ------------------------- |
| 1  | 13 октября 2018  | Германия             | 3:0          | —    | —                       | 90'    | Лига наций УЕФА 2018/2019 |
| 2  | 16 октября 2018  | Бельгия              | 1:1          | —    | —                       | 45'    | Товарищеский матч         |
| 3  | 16 ноября 2018   | Франция              | 2:0          | —    | —                       | 90'    | Лига наций УЕФА 2018/2019 |
| 4  | 21 марта 2019    | Беларусь             | 4:0          | —    | —                       | 68'    | Отборочные матчи ЧЕ 2020  |
| 5  | 24 марта 2019    | Германия             | 2:3          | —    | —                       | 90'    | Отборочные матчи ЧЕ 2020  |
| 6  | 6 июня 2019      | Англия               | 3:1 (доп.вр) | —    | Предупреждён            | 120'   | Лига наций УЕФА 2018/2019 |
| 7  | 9 июня 2019      | Португалия           | 0:1          | —    | Предупреждён            | 90'    | Лига наций УЕФА 2018/2019 |
| 8  | 6 сентября 2019  | Германия             | 4:2          | —    | —                       | 58'    | Отборочные матчи ЧЕ 2020  |
| 9  | 10 октября 2019  | Северная Ирландия    | 3:1          | —    | —                       | 78'    | Отборочные матчи ЧЕ 2020  |
| 10 | 7 сентября 2020  | Италия               | 0:1          | —    | —                       | 20'    | Лига наций УЕФА 2020/2021 |
| 11 | 11 октября 2020  | Босния и Герцеговина | 0:0          | —    | —                       | 70'    | Лига наций УЕФА 2020/2021 |
| 12 | 11 ноября 2020   | Испания              | 1:1          | —    | —                       | 45'    | Товарищеский матч         |
| 13 | 15 ноября 2020   | Босния и Герцеговина | 3:1          | —    | —                       | 64'    | Лига наций УЕФА 2020/2021 |
| 14 | 18 ноября 2020   | Польша               | 2:1          | —    | —                       | 33'    | Лига наций УЕФА 2020/2021 |
| 15 | 24 марта 2021    | Турция               | 2:4          | —    | —                       | 21'    | Отборочные матчи ЧМ 2022  |
| 16 | 27 марта 2021    | Латвия               | 2:0          | —    | —                       | 90'    | Отборочные матчи ЧМ 2022  |
| 17 | 30 марта 2021    | Гибралтар            | 7:0          | —    | —                       | 45'    | Отборочные матчи ЧМ 2022  |
| 18 | 2 июня 2021      | Шотландия            | 2:2          | —    | —                       | 90'    | Товарищеский матч         |
| 19 | 6 июня 2021      | Грузия               | 3:0          | —    | —                       | 90'    | Товарищеский матч         |
| 20 | 13 июня 2021     | Украина              | 3:2          | 1    | —                       | 90'    | Финальные матчи ЧЕ 2020   |
| 21 | 17 июня 2021     | Австрия              | 2:0          | 1    | —                       | 90'    | Финальные матчи ЧЕ 2020   |
| 22 | 21 июня 2021     | Северная Македония   | 3:0          | —    | —                       | 45'    | Финальные матчи ЧЕ 2020   |
| 23 | 27 июня 2021     | Чехия                | 0:2          | —    | Предупреждён            | 90'    | Финальные матчи ЧЕ 2020   |
| 24 | 1 сентября 2021  | Норвегия             | 1:1          | —    | —                       | 1'     | Отборочные матчи ЧМ 2022  |
| 25 | 4 сентября 2021  | Черногория           | 4:0          | —    | —                       | 90'    | Отборочные матчи ЧМ 2022  |
| 26 | 7 сентября 2021  | Турция               | 6:1          | —    | —                       | 71'    | Отборочные матчи ЧМ 2022  |
| 27 | 8 октября 2021   | Латвия               | 1:0          | —    | —                       | 90'    | Отборочные матчи ЧМ 2022  |
| 28 | 11 октября 2021  | Гибралтар            | 6:0          | 1    | —                       | 90'    | Отборочные матчи ЧМ 2022  |
| 29 | 13 ноября 2021   | Черногория           | 2:2          | —    | Предупреждён            | 90'    | Отборочные матчи ЧМ 2022  |
| 30 | 16 ноября 2021   | Норвегия             | 2:0          | —    | Предупреждён            | 90'    | Отборочные матчи ЧМ 2022  |
| 31 | 26 марта 2022    | Дания                | 4:2          | —    | —                       | 90'    | Товарищеский матч         |
| 32 | 29 марта 2022    | Германия             | 1:1          | —    | —                       | 90'    | Товарищеский матч         |
| 33 | 3 июня 2022      | Бельгия              | 4:1          | 1    | —                       | 90'    | Лига Наций УЕФА 2022/2023 |
| 34 | 11 июня 2022     | Польша               | 2:2          | 1    | —                       | 90'    | Лига Наций УЕФА 2022/2023 |
| 35 | 14 июня 2022     | Уэльс                | 3:2          | —    | —                       | 45'    | Лига Наций УЕФА 2022/2023 |
| 36 | 22 сентября 2022 | Польша               | 2:0          | —    | —                       | 90'    | Лига Наций УЕФА 2022/2023 |
| 37 | 25 сентября 2022 | Бельгия              | 1:0          | —    | Предупреждён            | 90'    | Лига Наций УЕФА 2022/2023 |
| 38 | 21 ноября 2022   | Сенегал              | 2:0          | —    | —                       | 90'    | Финальные матчи ЧМ 2022   |
| 39 | 25 ноября 2022   | Эквадор              | 1:1          | —    | —                       | 90'    | Финальные матчи ЧМ 2022   |
| 40 | 29 ноября 2022   | Катар                | 2:0          | —    | —                       | 90'    | Финальные матчи ЧМ 2022   |
| 41 | 3 декабря 2022   | США                  | 3:1          | 1    | —                       | 90'    | Финальные матчи ЧМ 2022   |
| 42 | 9 декабря 2022   | Аргентина            | 5:6 (пен.)   | —    | Предупреждён · Red card | 120'   | Финальные матчи ЧМ 2022   |
| 43 | 27 марта 2023    | Гибралтар            | 3:0          | —    | —                       | 90'    | Отборочные матчи ЧЕ 2024  |
| 44 | 14 июня 2023     | Хорватия             | 2:4 (доп.вр) | —    | —                       | 85'    | Лига Наций УЕФА 2022/2023 |
| 45 | 18 июня 2023     | Италия               | 2:3          | —    | —                       | 90'    | Лига Наций УЕФА 2022/2023 |
| 46 | 7 сентября 2023  | Греция               | 3:0          | —    | —                       | 85'    | Отборочные матчи ЧЕ 2024  |
| 47 | 10 сентября 2023 | Ирландия             | 2:1          | —    | —                       | 90'    | Отборочные матчи ЧЕ 2024  |
| 48 | 13 октября 2023  | Франция              | 1:2          | —    | Предупреждён            | 62'    | Отборочные матчи ЧЕ 2024  |
| 49 | 16 октября 2023  | Греция               | 1:0          | —    | —                       | 90'    | Отборочные матчи ЧЕ 2024  |

Итого: 49 матчей / 6 голов; 31 победа, 9 ничьих, 9 поражений.

## Личная жизнь
У Дюмфриса есть два двоюродных брата, Джейсон и Джафар Вилнис, оба кикбоксеры. В сентябре 2020 года он впервые стал отцом.
В мае 2020 года Дюмфрис был среди нескольких игроков и сотрудников, которые согласились отказаться от месячной зарплаты из-за пандемии COVID-19. 25 октября 2020 года Дюмфрис сдал положительный тест на COVID-19 на фоне пандемии в Нидерландах.
Дюмфрис высказался о расизме, сказав: «Я не люблю играть роль жертвы, но такие инциденты случаются. Я хочу услышать, что заставляет кого-то думать, что это смешно. Я очень открыто говорю об этом. Я хочу начать такой разговор. Только так можно научиться понимать друг друга. В футбольной команде шутки — неотъемлемая часть, но это всегда делается в рамках и с уважением. Это обязывает, мы также проявляем интерес друг к другу, независимо от происхождения или религии. Это то, что делает команду, и это должно быть применимо ко всему обществу».
Дюмфрис — христианин и утверждает, что молится вместе со своими товарищами по сборной Нидерландов перед каждым матчем.